# As the Palaces Burn
As the Palaces Burn —en español: «Mientras los Palacios se Incendian»— es el tercer álbum de estudio de la banda norteamericana de heavy metal Lamb of God, publicado bajo Prosthetic Records en 2003. As the Palaces Burn fue puesto al aire mucho más que sus anteriores esfuerzos en New American Gospel, con tres sencillos. El álbum fue producido por Chris Adler, Mark St. John Morton, Thingvold Shaun y Devin Townsend. El álbum ha vendido más de 200 copias en los Estados Unidos y más de 3000 en el resto del mundo

## Lista de canciones
Todas las canciones escritas y compuestas por Lamb of God. 
| N.º | Título                        | Duración |  |
| 1.  | «Ruin»                        | 3:55     |  |
| 2.  | «As the Palaces Burn»         | 2:24     |  |
| 3.  | «Purified»                    | 3:11     |  |
| 4.  | «11th Hour»                   | 3:44     |  |
| 5.  | «For Your Malice»             | 3:43     |  |
| 6.  | «Boot Scraper»                | 4:34     |  |
| 7.  | «A Devil in God's Country»    | 3:16     |  |
| 8.  | «In Defense of Our Good Name» | 4:13     |  |
| 9.  | «Blood Junkie»                | 4:23     |  |
| 10. | «Vigil»                       | 4:42     |  |

## Componentes
- Randy Blythe - voz principal
- Mark Morton - guitarra líder & guitarra rítmicas
- Willie Adler - guitarra líder & guitarra rítmicas
- John Campbell - bajo
- Chris Adler (baterista)- batería, percusiones
- Chris Poland - guitarra líder en "Purified"
- Devin Townsend - guitarra en "A Devil in God's Country"

- Datos: Q1753412